# Lliga Mundial Islàmica
La Lliga Mundial Islàmica o Lliga Mundial Musulmana (àrab: رابطة العالم الإسلامي, Rābiṭa al-ʿĀlam al-Islāmī) és una organització no governamental islàmica. El seu actual secretari general és el Dr. Abdullah bin Abdul Mohsin Al-Turki.
Després de l'abolició del califat el 1918 amb la caiguda de l'Imperi Otomà, i sent que el califa exercia com a cap de l'islam (sunnita) i successor del profeta Muhàmmad, l'islam va quedar acèfal i sense un lideratge global, fins que erudits musulmans de 22 països van fundar la Lliga Islàmica el 1962 a La Meca, Aràbia Saudita, encapçalada per Fàysal ibn Abd-al-Aziz, com a contrapart al panarabisme de Gamal Abdel Nasser. Té 60 associacions islàmiques nacionals membres (cada país compta amb dos representants) i a més hi ha representants de minories islàmiques importants de països no islàmics.
Es diferencia de l'Organització de la Conferència Islàmica perquè, mentre aquesta és una organització política per a aglutinar estats musulmans, la Lliga Mundial Islàmica és una organització no governamental. La Lliga Mundial Islàmica té els següents cossos funcionals: 
- L'Organització Internacional de Memorització del Sagrat Alcorà
- L'Organització Islàmica Internacional per a l'Educació
- La Fundació Makkah Al-Mukarramah Filantròpica per a Orfes
- La Fundació Mesquites Al Haramayn i Al-Aqsa
- L'Organització Internacional Assistència Islàmica
- Comissió de Senyals Científics de l'Alcorà i la sunna
- El Consell Suprem Mundial de Mesquites
- El Consell de Jurisprudència Islàmica